# 薄瓜瓜
薄瓜瓜（1987年12月17日—），訓名薄京瓜，祖父薄一波为其取名薄旷逸，前中國共產黨中央政治局委員薄熙来与夫人谷开来之子。

## 背景
薄瓜瓜出身于曾长期活跃于中共政坛核心的薄一波家族，出生于北京市，祖籍山西省定襄县。本名薄旷逸，寓意“旷世逸才”，由其祖父薄一波所取。“瓜瓜”是其外祖父谷景生所取小名。
薄瓜瓜的父亲薄熙来官至中共政治局委员，一度被視為習近平勁敵，於2012年被免职，次年被判無期徒刑。母亲谷开来是一名律师，於2012年因謀殺英國商人尼爾·海伍德判處死刑，緩期二年執行，2015年減刑為無期徒刑。薄瓜瓜父母家族均在文革中遭受迫害。祖父薄一波是“中共八老”之一。祖母胡明，据薄瓜瓜所述在文革中“被打死”，但官方史料记载其为自杀。外祖父谷景生是“一二·九运动”领导者之一，后担任中国人民解放军少將。外祖母范承秀是宋代名相、词人范仲淹后人。薄瓜瓜有一位同父异母的兄长李望知（原名薄望知），是薄熙來与第一任妻子，李雪峰之女李丹宇所生。李望知本科毕业于北京大学法学院，硕士畢業於哥伦比亚大学国际与公共事务学院，後從商。

## 生平

### 早年
薄瓜瓜早年由外祖父母在北京谷家抚养長大。母亲谷开来長居住大连，陪伴担任市长的薄熙来，只有在薄瓜瓜生病时才返回北京。薄瓜瓜小学至初一就读于北京景山学校，後退學赴英。赴英決定一方面受到當時正在英國留學的谷开来大姐之女、薄瓜瓜表姐影响， 一方面來自谷开来对薄熙來婚外情的報復，借此将儿子带离其身边。
1998年初，趁薄瓜瓜寒假期间，谷开来携他与大連商人徐明、美籍台裔商人程毅君赴英国考察参观了哈罗公学和牛津大学，由徐明支付旅費。1999年12月，谷开来再次带薄瓜瓜前往英国，定居于英格蘭南部海滨城市伯恩茅斯。薄瓜瓜就读于表姐推荐的语言学校多塞特国际学院（现已关闭），谷开来則在海邊的基思顿公寓租房。他们通过语言学校认识了英国皇家退伍军人协会的一名志愿者范多·维维安-梅，后者协助瓜瓜申请哈罗公学，但薄瓜瓜的首次申请被拒（薄熙來倒台後，哈羅中介人常被誤傳為尼爾·海伍德）。2000年，薄瓜瓜在派威克预备学校完成一年学业后，再次申请哈罗公学，获得条件录取，需在英国統考（CE）中达到特定分数线。薄瓜瓜取得了六门A和一门拉丁文B的优异成绩，於2001年至2006年就讀哈罗公学，谷开来陪讀至2007年返回中國。

### 英國
2006年，薄瓜瓜进入牛津大学贝利奥尔学院哲学、政治学及经济学专业学习。同年，薄瓜瓜首次高調進入公眾視野，和郎朗、丁俊晖、韩寒以及世界电子竞技大赛冠军李晓峰等，一起被列入2006年度《时尚先生》杂志“少年中国”系列。该报道提及薄瓜瓜的橄榄球、马术、街舞、探戈、电影拍摄才華，及其出版的英文著作《还有不同》（Uncommonwealth），“一个以英文、插图、诗句、宣言构造而成的实验品”。薄瓜瓜此後以「紅色貴族」形象受到廣泛媒體報導。
在牛津大学就读期间，薄瓜瓜在派对上搂着年轻女士的照片在网上广为流传。他曾在牛津開絲路舞會，請來演員成龍表演。 薄瓜瓜还自称是“第一个进入牛津大学辩论社委员会的中国学生”，他曾公开参选牛津大学辩论社圖書館館長，然而最终落选。2009年，薄瓜瓜因荒废学业，被牛津大学处分休学一年。为此，包括中国驻英大使在内的三名外交官曾前往牛津大学为之求情，希望取消这一决定，但遭到拒绝。薄瓜瓜休学后，先住进牛津的一家五星级酒店，后又搬进一所豪华公寓，並開始在中國活躍。2009年6月27日，薄瓜瓜在北京大学英杰交流中心开办演讲。薄瓜瓜在2010年从牛津毕业，总成绩获得了二级一等荣誉，哲学专业的成绩获得一等荣誉。但是，薄瓜瓜的导师们拒绝为他前往美国哈佛大学攻读硕士学位提供推荐信。

### 美国
2010年8月至2012年5月，薄瓜瓜在哈佛大学肯尼迪政府学院攻读公共政策硕士。期間王立軍事件發生，導致薄父母在其畢業前夕失勢。2012年4月，薄瓜瓜先後在哈佛大學校報《Harvard Crimson》上發表聲明並接受了《紐約時報》採訪，表示不會對父母接受調查一事發表評論，澄清他在哈羅公學、牛津大學以及哈佛大學的學費和生活費，來自獎學金以及母親從事律師和寫作所得。他同時否認曾被牛津大學勸退，否認曾駕駛紅色法拉利前往時任美國駐華大使洪博培官邸接大使女兒去約會。2012年8月，谷开来杀人案开庭前，薄瓜瓜表示已经向母亲谷开来的律师团递交证词。2012年9月28日，中國宣布薄熙来开除党籍、开除公职，移送司法机关处理。薄瓜瓜翌日在在Tumblr上以英文发表声明為父親鳴冤。
2013年7月至2016年5月，薄瓜瓜在哥伦比亚法学院攻讀法律博士学位。期間於2015年出席了美国前亚太事务副助理国务卿柯庆生新书《中国的挑战：影响一个崛起大国的选择》的讨论会。

### 加拿大
薄瓜瓜自法學院畢業後定居加拿大。2016年底至2021年初，薄瓜瓜在與薄家關係深厚的德马雷家族企業加拿大鮑爾集團擔任業務分析師。
2024年12月5日，薄瓜瓜在X发表长文，首次公开回应外界有关他的各种传闻。他在文中为身在囹圄的父母打抱不平，澄清家里没有所谓的“上亿家产”，自己也一直是中国国籍。他强调薄家和习近平家族“不曾有过节”，父亲薄熙来也没有想过与习近平争锋，而且还表态过会“全力协助”习近平。他还称王立军对她母亲谷开来下药，导致谷开来卧床不起，无法出门。

## 個人生活
在牛津期間，薄瓜瓜與土耳其學生拉莱·坎·戈祖布尤克交往。他們一起組織了「絲路舞會」，請來DJ蒂姆·韦斯特伍德和成龍表演。
約2010至2011年底，薄瓜瓜与中共元老陈云的孙女陈晓丹交往。兩人2010年夏在西藏游玩的大批亲密照，于2011年在网上流传，顯示兩人游玩期间享受特级待遇，全程警车开路。陈晓丹在薄熙來落馬前數月與薄瓜瓜分手。
2024年，薄瓜瓜與台灣宜蘭羅東博愛醫院創辦人許文政孫女許惠瑜結婚，並於同年11月23日在台灣新竹縣舉辦婚禮。

## 争议

### 大本钟獎
2009年，薄瓜瓜被大本钟奖网络公司选为第一届“大本钟奖”英国十大杰出华人青年。獲獎當晚，新華社通過越洋電話採訪他，稱其為中國人爭光。此獎全名是“欧金·皇家康奈尔大本钟奖暨英国十大杰出华人评选慈善”。在倫敦皮卡迪利艾美酒店頒發。當晚，中國駐英大使和夫人，馬來西亞和新加坡大使，中華民國台北代表處派人參加。贊助商包括中國駐英大使館和華人免費報紙《倫敦時報》，贊助媒體「歐金出版局（倫敦）」（李引亞開設）。 。因該奖项的設立者不是英國人或英國政府，而是當時居住在英國的來自中國大陸的福州人李引亞（後改名俊辰），該奖项的公信力多受质疑，盛傳是為薄瓜瓜「量身訂做」。首届大笨鐘獎的二十八名候选者，有些並沒有居住在英國，都是来自中国大陆的台球选手丁俊晖，足球选手孙继海、郑智及演员汤唯等。获奖者包括香港出生、移民加拿大，沒有定居英國，沒有英國國籍的斯诺克世界冠军傅家俊（沒有出席頒獎）、小提琴手陈美（本人沒有出席，後來李俊辰親自去頒獎）等。
2014年中國官方媒體開始為大本钟奖辯護，稱公司註冊人李引亞就是李俊辰，其身份為“英国华人青年联会”主席，“歐金出版局”的老闆，同時也是海外中华文物保护基金会的創建人，這三個機構自稱是該獎的主辦機構，並稱獎項有五位评审，分别是：中國大陸移民英國的律师楼上班的朱小久博士、英国前国会议员现任上议院议员彭德瑞、英国四十八家集团俱乐部（最早开创中华人民共和国与西方贸易的组织）主席斯蒂芬·佩里、香港驻伦敦经贸办事处主任胡宝珠以及李俊辰本人。公众投票占评选的20%。并且稱大本钟奖评选是中國大陸的“爱国志愿者”义务出力。第二屆大本鐘獎轉到騰訊網，收取一元人民幣可以投票一次。2017年，根據中文網站報導，其慈善公益颁奖典礼收到英国首相的贺信，但是卻沒有原版英文賀信內容。2018年，又有大陸媒體報道所谓“大本钟奖网络公司”根本从来不存在。但大本钟奖負責機構自稱全部的评审过程公开、公正、公平，自稱的大本钟奖全球协调机构“英国青联”以及负责人（即李引亞/李俊辰）等针对媒體質疑进行了公开声明并在通过中國大陸的法院侵權案胜诉。

### 红色法拉利事件
《华尔街日报》报道，薄瓜瓜曾于2011年初某晚驾驶紅色法拉利开车载时任美国驻华大使洪博培的女儿到一家酒吧聚会。2012年2月7日王立军事件发生后，2012年2月10日北美在线援引澳洲传媒报道：薄瓜瓜最近向友人澄清，他早前与前美国驻华大使洪博培之女约会开的那架红色法拉利，并不是他自己的，是向朋友借来的。2012年3月，其父薄熙来在接受采访时否认此事，并认为这是诽谤。并且声称，自己和家人没有任何个人资产，薄瓜瓜是靠“全额奖学金”在哈佛大学读书。2012年4月24日，薄瓜瓜给哈佛大学校报《Harvard Crimson》电子邮件，声明自己从未驾驶过法拉利，也没有去过美国驻华大使洪博培官邸。2012年4月30日，《纽约时报》記者张大卫和黄安伟报道，基于对洪博培女儿、薄瓜瓜以及当时共进晚餐的三人采访，表示薄瓜瓜开紅色法拉利抵大使官邸的北京传言细节不符：洪博培女儿是由聚会组织者接去晚餐。但对于薄瓜瓜与洪博培的女儿从饭店饭店聚餐处坐同一辆车来到酒吧，纽时的采访结论与华日一致。在纽时报导中，薄瓜瓜及其朋友声称当时是坐由司机开的黑色奥迪；大使女儿则说其当时是坐薄瓜瓜开的红色跑车，薄开得非常快。《华尔街日报》后又报道薄瓜瓜曾驾驶的一辆保时捷曾三次在麻薩諸塞州违章。

### 國籍
針對部分媒體稱薄瓜瓜持英國護照，中華民國大陸委員會於2024年11月表示薄瓜瓜是中國大陸人士，無資料顯示其為英國籍。

## 家世
|  |                             |  |  |  |  |  |  |  |  |  |  |  |  |  |  |  |
|  | 曾祖父：薄昌福（1874—1938） |  |  |  |  |  |  |  |  |  |  |  |  |  |  |  |
|  |                             |  |  |  |  |  |  |  |  |  |  |  |  |  |  |  |
|  |                             |  |  |  |  |  |  |  |  |  |  |  |  |  |  |  |
|  | 祖父：薄一波（1908—2007）   |  |  |  |  |  |  |  |  |  |  |  |  |  |  |  |
|  |                             |  |  |  |  |  |  |  |  |  |  |  |  |  |  |  |
|  |                             |  |  |  |  |  |  |  |  |  |  |  |  |  |  |  |
|  | 曾祖母：胡秀清（1873—1949） |  |  |  |  |  |  |  |  |  |  |  |  |  |  |  |
|  |                             |  |  |  |  |  |  |  |  |  |  |  |  |  |  |  |
|  |                             |  |  |  |  |  |  |  |  |  |  |  |  |  |  |  |
|  | 父：薄熙来（1949—）         |  |  |  |  |  |  |  |  |  |  |  |  |  |  |  |
|  |                             |  |  |  |  |  |  |  |  |  |  |  |  |  |  |  |
|  |                             |  |  |  |  |  |  |  |  |  |  |  |  |  |  |  |
|  | 祖母：胡明（1919—1967）     |  |  |  |  |  |  |  |  |  |  |  |  |  |  |  |
|  |                             |  |  |  |  |  |  |  |  |  |  |  |  |  |  |  |
|  |                             |  |  |  |  |  |  |  |  |  |  |  |  |  |  |  |
|  | 薄瓜瓜（1987—）             |  |  |  |  |  |  |  |  |  |  |  |  |  |  |  |
|  |                             |  |  |  |  |  |  |  |  |  |  |  |  |  |  |  |
|  |                             |  |  |  |  |  |  |  |  |  |  |  |  |  |  |  |
|  | 外祖父：谷景生（1913—2004） |  |  |  |  |  |  |  |  |  |  |  |  |  |  |  |
|  |                             |  |  |  |  |  |  |  |  |  |  |  |  |  |  |  |
|  |                             |  |  |  |  |  |  |  |  |  |  |  |  |  |  |  |
|  | 母：谷开来（1958—）         |  |  |  |  |  |  |  |  |  |  |  |  |  |  |  |
|  |                             |  |  |  |  |  |  |  |  |  |  |  |  |  |  |  |
|  |                             |  |  |  |  |  |  |  |  |  |  |  |  |  |  |  |
|  | 外祖母：范承秀（1922—2021） |  |  |  |  |  |  |  |  |  |  |  |  |  |  |  |
|  |                             |  |  |  |  |  |  |  |  |  |  |  |  |  |  |  |
|  |                             |  |  |  |  |  |  |  |  |  |  |  |  |  |  |  |